# Forgalomgeneráló modell
A forgalomgeneráló modell a kommunikációs hálózatok vizsgálatához használható sztochasztikus modell.
Kommunikációs hálózat lehet például, egy számítógép-hálózat, vagy egy celluláris (cellás) hálózat.
A csomaggeneráló modell a csomagkapcsolt hálózatok forgalomgeneráló teszt módszere.
Például, egy web-forgalom modell azt vizsgálja, hogy egy webböngészőn keresztül milyen ki-, és bemenő forgalom zajlik.
Ezek a modellek a távközlési technológiák fejlesztése-, és folyamatos ellenőrzése során igen hasznosak; ezekkel analizálni lehet a különféle kommunikációs protokollokat, algoritmusokat, és hálózati elrendezéseket (hálózati topológia).

## Alkalmazások
A hálózat forgalmi teljesítménye úgynevezett testbed hálózatban mérhető, hálózati forgalomgenerátorokkal, mint például, az iperf, bwping, és Mausezahn.
A forgalomgenerátor minta csomagokat küld, egyedi csomagazonosítóval, mely lehetővé teszi a nyomkövetést.
A hálózati szimulációval végzett numerikus analízis kisebb költséggel jár.
Egyszerűsített forgalmi modellnél a sorbanállási elmélet is használatos analitikus megközelítésre.

## A ‘greedy source’ modell
A greedy source modell (szó szerinti fordításban: ‘mohó forrás’) egy egyszerű csomaggeneráló modell.
Jól használható a QoS nélküli, úgynevezett ‘best effort’ típusú forgalmi szolgáltatásoknál a maximális áteresztőképesség vizsgálatára. Sok forgalomgenerátor greedy source típusú.

## Poisson forgalom modell
Egy másik tradicionális forgalomgeneráló modell mely az áramkör-kapcsolt-, és a csomagkapcsolt átvitel esetére is alkalmazható, a Poisson-folyamat, ahol az időegység alatt bejövő csomagok, vagy a hívások száma Poisson-eloszlást követ.
A hívások időtartama tipikusan az exponenciális eloszlást követi. A szimultán folyamatban lévő hívások az Erlang eloszlás szerint alakulnak.

## ’Long-tail’ forgalom modell
A Poisson forgalom modell nem-emlékező, mely azt jelenti, hogy nem reagál a csomagok kiugró sűrűségére, a “burst”-re, más szóval hosszútávú függőségben működik.
Egy realisztikusabb modell, az úgynevezett “self-similar” folyamat , ilyen az úgynevezett “long-tail” forgalmi modell, melyre a Pareto-eloszlás érvényes.
Ezekre az jellemző, hogy a normális eloszlásnál ismert középértéktől a széleken nagyobb értékek sűrűsödnek, ezért is hívják “long-tail” (hosszú farok)-nak, stb.

## Payload adat modell
A ‘payload’ hasznos tehert jelent, de így nem használják a szakirodalomban.
A ‘payload’ adat aktuális tartalmát nem modellezik, de helyettesíthető kitalált minta-csomagokkal (dummy).
Ha viszont a payload adatot szeretnénk analizálni a vevő oldalon, például a bithibaarány mérését, a Bernoulli-folyamat ajánlható, azaz független bináris számok véletlenszerű sorozata.
Ez esetben a csatorna modell kifejezi a csatorna károsodását, mint például: interferencia, zaj, és torzítás.

## Szabványosított internet forgalom modell
Legalább kettő szabványosított forgalomgeneráló modell létezik a csomagkapcsolt vezetéknélküli hálózatokra:
A 3GPP2 modell és a 802.16 modell.
A 3GPP2 modell jóval komplexebb, de ezzel arányban pontosabb eredményt ad.
A 802.16 modellt egyszerűbb megvalósítani.

### 3GPP2 modell
A 3GPP2. a következő protokollokat foglalja magában:
- Letöltés irányban:
  - HTTP/Transmission Control Protocol(|TCP)
  - File Transfer Protocol (FTP)/Transmission Control Protocol (TCP)
  - Wireless Application Protocol (WAP)
  - közel real-time Video
  - Voice
- Feltöltés irányban:
  - HTTP/Transmission Control Protocol(TCP)
  - File Transfer Protocol (FTP)/Transmission Control Protocol(TCP)
  - Wireless Application Protocol (WAP)
  - Hang üzenet (Voice message|Voice)
  - Mobile Network Gaming

A fő gondolat, hogy a részben implementálták a HTTP, FTP, és TCP protokollokat.
Például, egy HTTP forgalomgenerátor szimulálja egy web-oldal letöltését, mely számos kis objektumot tartalmazhat (például, képeket).
A TCP adatfolyam (a TCP generátor ezért része a modellnek) letölti ezeket az objektumokat a HTTP1.0, vagy a HTTP1.1 specifikációk szerint.

### 802.16 modell
A 802.16 modell jóval egyszerűbb.
Három protokollt definiál:
- Interrupted Poisson Process (IPP) /megszakított Poisson folyamat/
- Interrupted Discreet Process (IDP) /megszakított diszkrét folyamat/
- Interrupted Renewal Process (IRP) /megszakított felújító/regeneráló folyamat/

és ezeket keveri ahhoz, hogy szimulálhassa a különböző web forgalmakat.
Minden megszakított folyamat ‘Be’-, vagy ‘Ki’ állapotban lehet.
A csomagok generálása csak ‘Be’ állapotban történik.
A ‘Be’-, és ‘Ki’ állapotok hosszát és a köztük lévő szünet méretét minden modell külön definiálja.
A modellek együtt is használhatók, például: a 4IPP négy IPP folyam keverékét jelenti, különböző paraméterekkel. A HTTP és az FTP-t a 4IPP szimulálja.; 
A VOIP-ot az IDP, 2IDP, 4IDP szimulálja, Videot a 2IRP szimulálja.